# Flavia Titiana

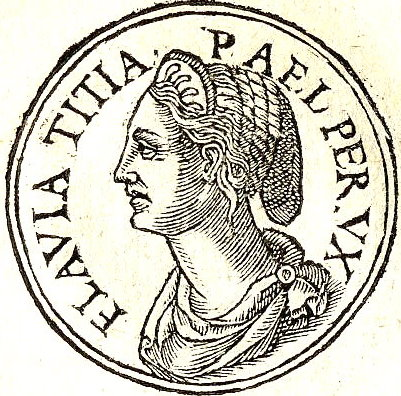
Flavia Titiana från "Promptuarii Iconum Insigniorum "

Flavia Titiana, född okänt år, död okänt år, var en romersk kejsarinna, gift med kejsar Publius Helvius Pertinax.
Hon var dotter till senator Titus Flavius Claudius Sulpicianus. Då hennes man var upptagen med en ceremoni fick hon titeln Augusta av senaten. Hon ska "tämligen öppet ha underhållit ett förhållande med en man som sjöng på lyra", utan att Pertinax brydde sig så mycket om saken. Då praetoriangardet mördade hennes man lämnades hon ifred. 